# Bernard Robinson
Bernard Gregory Robinson, Jr. (Washington D. C., 26 de diciembre de 1980) es un exjugador de baloncesto norteamericano que jugó 3 temporadas en la NBA.

## Carrera
Después de su carrera en la Universidad de Míchigan (donde lideró a los Wolverines al título en el NIT (National Invitation Tournament) de 2004) Robinson fue elegido en 2ª ronda por Charlotte Bobcats en el draft de 2004. Como novato Robinson disputó 31 partidos promediando 3 puntos y 1.5 rebotes por partido.
El 3 de enero de 2007, Robinson fue traspasado a New Jersey Nets a cambio de Jeff McInnis.